# Эдманн, Йенни Мария
Йенни Мария Эдманн, урождённая Браун (швед. Jenny Maria Ödmann; 20 марта 1847, Стокгольм, Швеция — 6 октября 1917, Сидмут, Англия) — шведская писательница.

## Биография и творчество
Йенни Браун родилась в 1847 году в Стокгольме. Её родителями были Юхан Мартин Браун, трубочист, и Юханна Сусанна Хагелин. В возрасте 22 лет Йенни вышла замуж за Мартина Эдманна, политика, члена парламента и редактора газеты Fäderneslandet.
Литературный дебют Йенни Эдманн состоялся в 1867 году, когда был опубликован её роман «Brottslingen». Как и ряд других произведений писательницы, он близок к жанру детективной истории, в которой ведётся расследование убийства. Впоследствии Эдманн писала также романы о «городских тайнах» в духе «Парижских тайн» Эжена Сю. Самым известным её произведением является роман «Dolda brott. Ur Stockholms mysterier». Последний её роман, «Till ärans höjder», был опубликован лишь через одиннадцать лет после смерти писательницы.
Йенни Эдманн использовала ряд псевдонимов, представлявших собой различные вариации её девичьей фамилии: J-y Brn, J. Brun и просто Brown. Многие из её романов печатались в периодических изданиях как истории с продолжением. Впоследствии они, как правило, публиковались в виде книг и продавались большими тиражами. Считается, что до Сельмы Лагерлёф Йенни Эдманн была самой популярной в Швеции писательницей.
Йенни Эдманн умерла в 1917 году в Англии, в Сидмуте.